# Keith Prentice
Keith Prentice  fue un actor estadounidense nacido en Dayton, el 21 de febrero de 1940 y fallecido en Kettering, el 27 de septiembre de 1992. 
Aparece en la obra gótica Dark Shadows como Morgan Collins, durante los últimos meses del programa en 1971. 
También actuó en la comedia dramática Los chicos de la banda (película), en su versión adaptada a la gran pantalla de 1970. 
Murió de cáncer complicado por el Sida.